# L'Eritrea
L'Eritrea è un dramma per musica in tre atti con prologo del compositore Francesco Cavalli su libretto di Giovanni Faustini.
L'opera fu rappresentata per la prima volta il 17 gennaio 1652 al Teatro Sant'Apollinare di Venezia (all'epoca il più piccolo teatro veneziano, ma uno dei popolari della città) e venne successivamente ripresa e riallestita con alcuni variazioni nel 1661 nello stesso palcoscenico: questa ripresa fu l'ultimo spettacolo che venne prodotto al Sant'Apollinare prima della sua chiusura.
L'Eritrea fu l'ultimo libretto prodotto da Faustini e la sedicesima opera musica da Cavalli. Questo dramma rappresenta dunque il culmine della collaborazione tra due grandi artisti che segnò l'opera veneziana per almeno una decina d'anni, dal 1642 al 1651.
Era intenzione di Faustini di far andar in scena due lavori musicati da Cavalli nella stessa stagione, 1751-2: La Calisto il primo dei due fu dato il 28 novembre 1651, mentre il secondo, L'Eritrea appunto, fu rappresentata postuma, in quanto Faustino il 19 dicembre 1651 fu colto dalla morte.
Il libretto dell'opera porta la seguente intestazione:
Drama undicimo postumo, di Giovanni Faustini da rappresentarsi nel Novissimo Teatro di S. Aponale, l'Anno 1652.

Posta in musica dal Signor Francesco Cavalli dignissimo organista di S. Marco. Dedicata all'Illustrissimo Signor Marcantonio Corraro fu dell'Ill.mo Sig. Vincenzo.»
(Giacomo Batti Stampatore, Venezia, 1652)
Mentre una finta morte d'Eritrea lusingherà a V. S. Illustriss. dolcemente l'orecchio la pur troppo vera del Sig. Giovanni Faustini commoverà dolorosamente l'anima. Morì pochi giorni sono questo celebre Litterato, & doppò la tessitura di undici opere, ha lasciato sotto il Toschio quella sua cara Eritrea. Questa povera Regina tutta abbattuta per gl'incontri sinistri, per la stravaganza delli accidenti, compare alla fine alla luce, obligata d'ubbidire à quel genitore, che la promise nella Callisto. Non hanno mancato intoppi da trattenerla nel viaggio, oltre la perdita di quello, che generata, doveva assisterle ancora. Hà per anco smarrita in dietro la compagnia del virtuoso Bonifacio che nel principio del camino fermò col passo la vita.
Con coraggio però guerriero, superato il difficile, calpestata la malignità, che (se ben di lontano) s'è pr lasciata vedere, combattuta da un nemico destino, vittoriosa giunge ove era tenuta. Qui trova mancargli parte di quelli addobbi dovuti alla sua grandezza, e che li erano stati preparati dal padre.

La scena degli elefanti ch'in molte parti dell'opera osserverà V.S. Illustriss. chiamata, e che fu invenzione del Poeta, si lascia da parte non convenendo al decoro di Regina vestir un abito che, destinato per lei, abbia prima servito ad altri
Donerà poi il compatimento all'angustia del Teatro, piccolo per ricevere una Regina, tanti Prencipi, tanti personaggi.

Le Vie non ponno esser più grandi della Scena; questa imprigionata tra stretti muri non ha libertà di spaziare a suo piacere, come l'altre. Se l'occhio per avventura non incontrasse nella intiera soddisfazione, l'orecchio almeno partià contesto. Ogni cavaliero su maneggiar in una larga Piazza, non tutti lo possono fare in uno stretto cortile.»
(Giacomo Batti Stampatore, Venezia, 1652)